# Juan I de Balliol
John de Balliol (antes de 1210 – 25 de octubre de 1268) fue una figura destacada en el ámbito escocés y anglonormando, perteneciente a la Casa de Balliol. Da nombre al Balliol College, en Oxford.

## Vida
John de Balliol nació antes de 1208, hijo de Cecily de Fontaines, hija de Aléaume de Fontaines, chevalier, seigneur de Fontaines y Longpré-les-Cors-Saints y de Hugh de Balliol, Señor de Balliol y de Barnard Castle y Gainford (c. 1177– 2 de febrero de 1229). Se cree que asistió a la Durham School en la ciudad de Durham.
En 1223, John se casó con Dervorguilla de Galloway, hija de Alan, Señor de Galloway y Margaret de Huntingdon. A mediados del siglo XIII, su mujer había acumulado una considerable fortuna, principalmente como resultado de las herencias recibidas. Esto permitió a Balliol jugar un importante papel público y, siguiendo órdenes de Enrique III, sirvió como protector del joven rey escocés, Alejandro III. Fue uno de los principales consejeros de Enrique III entre 1258 y 1265 y fue nombrado Sheriff de Nottinghamshire y Derbyshire de 1261 a 1262. Fue capturado en la Batalla de Lewes en 1264, pero huyó y se reunió nuevamente con Enrique. En 1265 Thomas de Musgrave le debía una deuda de 123 marcos. Aproximadamente en 1266 Baldwin Wake le debía más de 100 marcos.
Tras una disputa con el Obispo de Durham, acordó proporcionar fondos para los estudiantes de Oxford. El mantenimiento de una casa de estudiantes comenzó alrededor de 1263; dotaciones posteriores realizadas por su viuda Dervorguilla, llevaron al establecimiento del Balliol College.

## Descendencia
John y Dervorguilla tuvieron descendencia:
- Sir Hugh de Balliol, que murió sin descendencia antes del 10 de abril de 1271. Se casó con Agnes de Valencia, hija de William de Valence, conde de Pembroke.[4]
- Alan de Balliol, que murió antes del 10 de abril de 1271 sin descendencia.
- Sir Alexander de Balliol, que murió sin descendencia antes del 13 de noviembre de 1278.
- John Balliol, que obtuvo la Corona de Escocia en 1292.
- Ada de Balliol, casada en 1266, con William Lindsay, de Lambarton.
- William de Balliol, "Le Scott".
- Margaret de Balliol, que pudo casarse con Thomas de Moulton.
- Cecily de Balliol (m. antes de 1273), casada con Sir John de Burgh de Wakerley, Northamptonshire, con quien tuvo tres hijas.
- Mary (o Alianora) de Balliol, casada con Juan II Comyn, Señor de Badenoch, y madre de John 'El Rojo Comyn, Señor de Badenoch (d. 1306).
- Maud (O Matilda) de Balliol, casada con Bryan FitzAlan, Señor FitzAlan, y Barón feudal de Bedale..[5]

## Lectura complementaria
- «Founders of Balliol College and their Families». Balliol College Archives & Manuscripts. Balliol College, University of Oxford.
- Lundy, Darryl (29 de enero de 2005). «John de Balliol».
- Weis, Frederick Lewis. Magna Charta Sureties 1215. pp. 44-1, 141-2. [full citation needed]

- Datos: Q323643